# Lliga Catalana d'handbol
La Lliga Catalana d'handbol va ser una competició catalana d'handbol organitzada per la Federació Catalana d'Handbol durant les dècades dels 80 i 90, disputada pels clubs catalans de major nivell. L'any 1997 fou reemplaçada per la Lliga dels Pirineus d'handbol a causa del fet que havia perdut interès per la manca de clubs que poguessin rivalitzar amb Barça i Granollers. El gran dominador de la competició fou el FC Barcelona amb 12 títols.

## Historial
| En negreta = Equip guanyador (p.) = Penals (pro.) = Pròrroga (1) = Nombre de títols |

| Edició | Temporada | Data       | Campió                  | Resultat | Subcampió           | Seu                               | refs  |
| ------ | --------- | ---------- | ----------------------- | -------- | ------------------- | --------------------------------- | ----- |
| I      | 1981-82   |            | FC Barcelona (1)        | 28-24    | Cacaolat Granollers | Pavelló Esportiu de Vic           | [ 1 ] |
| II     | 1982-83   | 02-11-1982 | FC Barcelona (2)        | 25-24    | Cacaolat Granollers | Girona                            | [ 2 ] |
| III    | 1983-84   |            | FC Barcelona (3)        | 29-22    | Cacaolat Granollers | Puig-Reig                         |       |
| IV     | 1984-85   | 24-10-1984 | FC Barcelona (4)        | 27-17    | Cacaolat Granollers | Pavelló Joana Ballart, Valls      | [ 3 ] |
| V      | 1985-86   |            | Cacaolat Granollers (1) | 28-24    | CH Sant Fost        | Sant Feliu de Llobregat           |       |
| VI     | 1986-87   |            | FC Barcelona (5)        | 21-20    | Cacaolat Granollers | Tortosa                           |       |
| VII    | 1987-88   |            | FC Barcelona (6)        | 20-16    | Cacaolat Granollers | Sabadell                          |       |
| VIII   | 1988-89   |            | Cacaolat Granollers (2) | 24-19    | FC Barcelona        | El Vendrell                       |       |
| IX     | 1989-90   | N/D        | Cacaolat Granollers (3) | lligueta | FC Barcelona        | Poliesportiu Municipal de l'Arboç | [ 4 ] |
| X      | 1990-91   |            | FC Barcelona (7)        |          | Cacaolat Granollers |                                   |       |
| XI     | 1991-92   |            | FC Barcelona (8)        |          | BM Granollers       |                                   |       |
| XII    | 1992-93   |            | FC Barcelona (9)        |          | BM Granollers       |                                   |       |
| XIII   | 1993-94   |            | FC Barcelona (10)       |          | BM Granollers       |                                   |       |
| XIV    | 1994-95   |            | FC Barcelona (11)       |          | BM Granollers       |                                   |       |
| XV     | 1995-96   |            | BM Granollers (4)       | 36-32    | FC Barcelona        | Mataró                            |       |
| XVI    | 1996-97   | 29-01-1997 | FC Barcelona (12)       | 22-17    | BM Granollers       | Pavelló Municipal d'Ascó          | [ 5 ] |

## Palmarès
| Equip                     | Campió | Subcampió | Finals | Anys campió                                                                                                | Anys subcampió                                                                                             |
| ------------------------- | ------ | --------- | ------ | --- | --- |
| Futbol Club Barcelona     | 12     | 3         | 15     | 1981-82, 1982-83, 1983-84, 1984-85, 1986-87, 1987-88, 1990-91, 1991-92, 1992-93, 1993-94, 1994-95, 1996-97 | 1988-89, 1989-90, 1995-96                                                                                  |
| Club Balonmano Granollers | 4      | 12        | 16     | 1985-86, 1988-89, 1989-90, 1995-96                                                                         | 1981-82, 1982-83, 1983-84, 1984-85, 1986-87, 1987-88, 1990-91, 1991-92, 1992-93, 1993-94, 1994-95, 1996-97 |
| Club Handbol Sant Fost    | 0      | 1         | 1      | — | 1985-86 |